# Il tutore
Il tutore è un'opera teatrale in tre atti in prosa di Carlo Goldoni, andata in scena per la prima volta a Venezia durante il Carnevale del 1752. In questa opera viene rappresentata la figura di un tutore onesto e saggio, contrariamente alle convenzioni teatrali dell'epoca che facevano del tutore un personaggio gretto ed egoista. La commedia ha goduto di un discreto successo fino ai primi decenni dell'Ottocento; in seguito non è più stata oggetto di attenzioni particolari.

## Trama
Venezia. Rosaura, orfana di padre, ha due tutori: Pantalone, che la tratta con amore paterno, e lo zio Ottavio, uomo pigro e indolente. Nonostante le trame di Lelio, figlio di Pantalone, Rosaura riuscirà a coronare l'amore per Florindo.

## Poetica
Ha scritto l'autore nella prefazione per l'edizione a stampa:  Nelle Commedie mie non ho avuto la sola mira di porre il vizio in ridicolo e di punirlo, ma lo scopo mio principalissimo è stato, e sarà sempre mai, di mettere la virtù in prospetto, esaltarla, premiarla; innamorare gli spettatori di essa, e darle poscia maggior risalto col confronto dei vizi e delle loro pessime conseguenze. Ecco dunque con tale idea formato il mio Tutore, attento, puntuale, fedele, dalla cui onoratezza, sollecitudine e zelo, potranno apprendere quelli che assunto hanno un tal carico, quale sia il dover loro, quale impegno si debban prendere, non solo negl’interessi de’ Pupilli, ma nell’onore di essi, e nella di loro più convenevole educazione.